# Carlos Pellicer Cámara, Comalcalco
Carlos Pellicer Cámara är en ort i Mexiko.   Den ligger i kommunen Comalcalco och delstaten Tabasco, i den sydöstra delen av landet, 600 km öster om huvudstaden Mexico City. Carlos Pellicer Cámara ligger 4 meter över havet och antalet invånare är 137.
Terrängen runt Carlos Pellicer Cámara är mycket platt. Runt Carlos Pellicer Cámara är det ganska tätbefolkat, med 172 invånare per kvadratkilometer. Närmaste större samhälle är Comalcalco, 8,4 km väster om Carlos Pellicer Cámara. Trakten runt Carlos Pellicer Cámara består till största delen av jordbruksmark.